# Филозоја
Филозоја је у грчкој митологији била Тлеполемова супруга.

## Митологија
Након смрти свог супруга, који је погинуо у тројанском рату, Филозоја је приредила игре у његову част. Према другим ауторима, њено име је Поликсо.